# دريسية (منبج)
دريسية قرية سوريّة تتبع إداريّاً لمحافظة حلب منطقة منبج ناحية خفسة، بلغ تعداد سكانها (304) نسمة حسب التعداد السكاني لعام 2004.